# Eutaenia intermedia
Eutaenia intermedia là một loài bọ cánh cứng trong họ Cerambycidae.